# Classe Earth Venture
La classe Earth Venture (EV) est une famille de missions spatiales scientifiques consacrées à l'observation de la Terre développée par l'agence spatiale américaine, la NASA. Les missions de cette classe sont caractérisées par leur faible coût et ont pour objectif de valider des idées innovantes et des technologies risquées tout en contribuant à entraîner les futurs responsables des observations spatiales dans le domaine des applications aux sciences de la Terre. Ce peut être des missions orbitales ou suborbitales, des instruments ou des CubeSats. La première mission de ce type a été sélectionnée en 2011 et l'agence spatiale en sélectionne une nouvelle avec une fréquence quasi annuelle.

## Historique
La création de la classe Venture par l'agence spatiale américaine, la NASA, résulte d'une recommandation du premier Earth Science Decadal Survey (en), rapport décennal consacré à l'observation de la Terre depuis l'espace pour des besoins scientifiques et applicatifs produit en 2007 par l'Académie nationale des sciences des États-Unis. Celui-ci demande à l'agence spatiale d'accroître la fréquence des missions et de permettre la validation de technologies innovantes et à risque élevé en créant une classe de missions à bas cout (ente 100 et 200 millions de US$).

## Types de mission
La NASA a défini quatre profils de mission faisant partie de la classe Earth Venture dont les caractéristiques sont résumées dans le tableau ci-dessous :
|                         | Surborbital EV (EV-S)       | Mission EV (EV-M)                                | Instrument EV (EV-I)                                                 | Continuité EV (EV-C) |
| ----------------------- | --------------------------- | ------------------------------------------------ | -------------------------------------------------------------------- | --- |
| Type de mission         | Suborbital ou aéroporté     | Mission (satellite) complète                     | Instrument embarqué sur une mission d'opportunité                    | Instrument embarqué ou satellite destiné à poursuive la collecte de données |
| Durée                   | 5 ans                       |                                                  | Développé en moins de 5 ans                                          | |
| Coût                    | Plafonné à 150 millions US$ | Plafonné à 180 millions US$                      | Entre 30 et 150 millions US$ pour le développement et les opérations | Plafonné à 150 millions US$ |
| Fréquence sélection     | Tous les 4 ans              | Tous les 4 ans                                   | Tous les 3 ans                                                       | Tous les 3 ans |
| Autres caractéristiques |                             | Mission à faible priorité et complexité éligible | Mission à faible ou moyenne priorité et complexité éligible          | ce type de mission doit permettre d'abaisser le coût de la poursuite de la collecte de données clés grâce à des innovations technologiques ou des optimisations organisationnelles. |

## Missions sélectionnées
Les missions sélectionnées par année sont les suivantes : 
- 2012 : CYGNSS est une constellation de huit nano-satellites (masse unitaire 28,5 kg) dont la mission est de fournir aux systèmes de prévision météorologique des données sur l'apparition et l'évolution des cyclones tropicaux. À cet effet, les satellites analysent la réflexion des signaux GPS sur la surface des océans pour déterminer les caractéristiques des vagues et en déduire la direction et la vitesse du vent[3].
- 2012 : TEMPO est un instrument chargé de mesurer la pollution sur le territoire des États-Unis. Il est embarqué sur un satellite géostationnaire commercial. Il doit être placé en orbite en 2023[4].
- 2014 : ECOSTRESS et GEDI sont deux instruments installés à bord de la Station spatiale internationale. ECOSTRESS est un radiomètre fonctionnant dans l'infrarouge thermique qui doit contribuer à améliorer notre connaissance de la dynamique de l'eau et de l'évolution des écosystèmes induits par le changement climatique[5]. GEDI est un lidar qui doit caractériser les effets du changement climatique et de l'utilisation des sols sur la structure et la dynamique des écosystèmes[6]
- 2016 : MAIA est un instrument embarqué sur un satellite circulant sur une orbite basse constitué de deux caméras effectuant des mesures radiométriques et polarimétriques pour déterminer la taille, la composition et les quantités de particules présentes dans l'air pollué[7].
- TROPICS est une constellation de 12 Cubesats qui doivent effectuer des mesures de la zone tropicale avec un temps de rafraichissement très court (21 minutes) des micro-ondes pour observer la thermodynamique de la troposphère et la structure des systèmes de tempêtes à l'échelle mésoéchelle et synoptique[8].
- 2016 : GeoCarb est un instrument embarqué sur un satellite géostationnaire qui mesure les gaz contribuant à l'effet de serre et la santé de végétation[9].
- 2018 : EMIT est un spectroscope imageur fonctionnant en lumière visible et infrarouge qui est installé sur la station spatiale internationale. Les données collectées doivent permettre de mieux mesurer l'effet de réchauffement ou de refroidissement produit par la poussière en suspension dans l'atmosphère et d'estimer dans quelle mesure le climat futur peut en modifier la quantité présente dans l'atmosphère[10].
- 2018 : Les PREFIRE sont deux CubeSats jumeaux qui embarquent des spectromètres infrarouges thermiques pour rechercher des indices du réchauffement de l'Océan Arctique et de la fonte de la banquise et des glaciers[11].
- 2019 : GLIMR est un radiomètre hyperspectral embarqué sur une satellite géostationnaire. Il effectue des observations sur la biologie des océans, la chimie et l'écologie dans le Golfe du Mexique, certains portions de la côte sud-est des États-Unis et la zone de l'Océan Atlantique dans laquelle les eaux du fleuve Amazone se mélangent[12].
- 2020 : Libera est une expérience mesurant le bilan radiatif de la Terre embarqué sur le satellite météorologique JPSS-3. Libera prend la suite de l'instrument CERES installé à bord des satellites météorologiques Suomi NPP et NOAA-20 et doit permettre de poursuivre la mesure de ces données débutée il y a 40 ans[13].
- 2021 : INCUS est un groupe de trois petits satellites volant en formation et emportant chacun un radar et un radiomètre qui doivent déterminer pourquoi les tempêtes convectives, les fortes précipitations et les nuages apparaissent à un instant précis et pourquoi ces différents phénomènes se forment[14].